# Aripuanã
Aripuanã là một đô thị thuộc bang Mato Grosso, Brasil. Đô thị này có diện tích 25048,965 km², dân số năm 2007 là 19110 người, mật độ 0,76 người/km².